# 5228 Máca
5228 Máca là một tiểu hành tinh vành đai chính với chu kỳ quỹ đạo là 1996.7450837 ngày (5.47 năm).
Nó được phát hiện ngày 3 tháng 11 năm 1986.